# Sven Högström
Sven Axel Högström (né le 8 octobre 1908 à Hanko et mort le 12 novembre 1995 à Ekenäs) est un homme politique et avocat finlandais,,.

## Biographie
Sven Högström s'est inscrit entre a l'université en 1927. Il obtient sa maîtrise de droit en 1935 et est nommé juge suppléant en 1937.
Sven Högström est député du Parti populaire suédois de Finlande pour la Circonscription d'Uusimaa de 1954 à 1966. Il est aussi président du groupe parlementaire du Parti populaire suédois de 1961 à 1963. Il est ministre de la Justice des gouvernements Kekkonen III et Kekkonen IV (1951–1953)  et du gouvernement Fagerholm III (1958–1959).